# Viševek
Viševek – wieś w Słowenii, w gminie Loška dolina. W 2018 roku liczyła 176 mieszkańców.